# Ogończyki (owady)

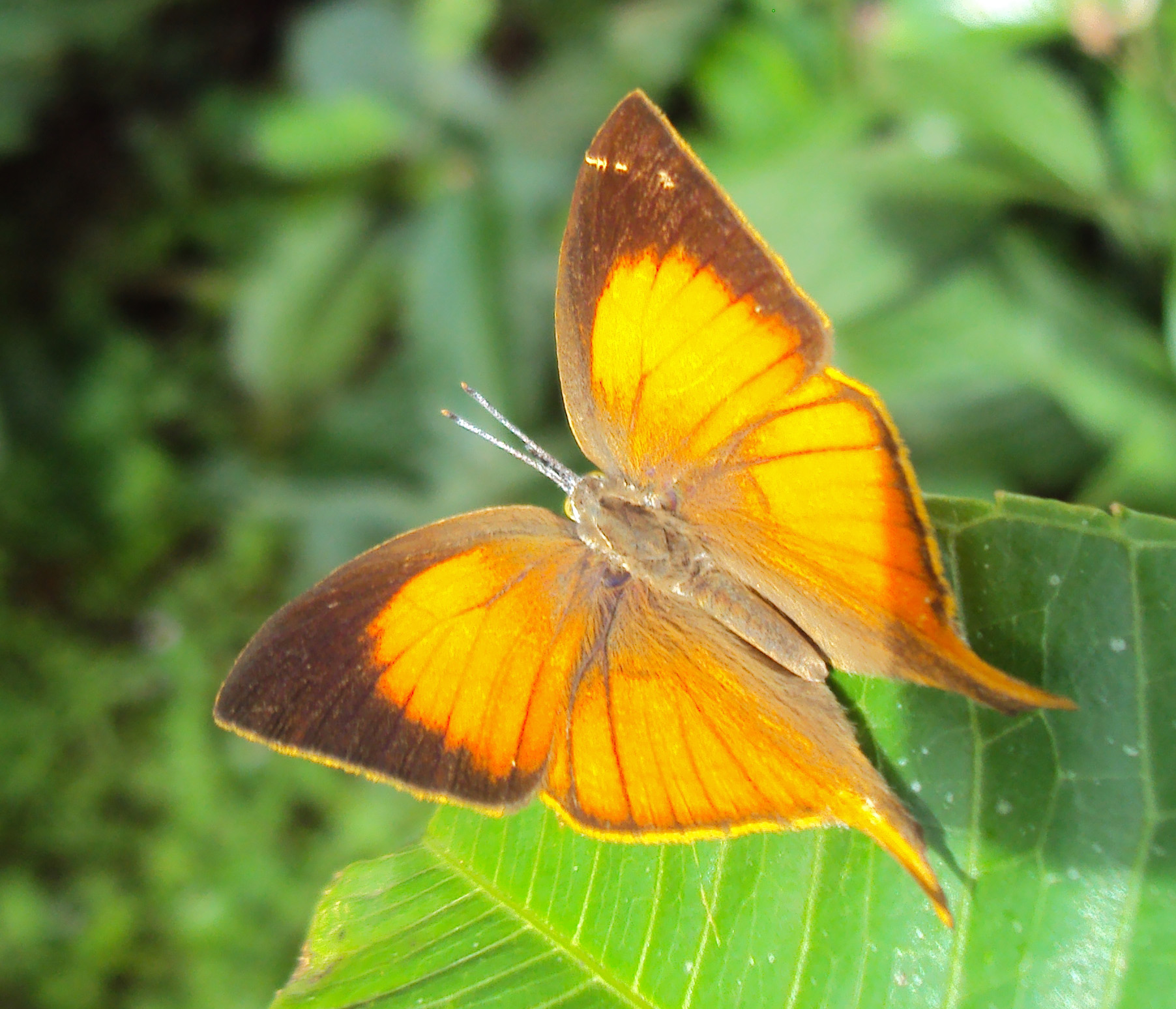
Loxura atymnus

Ogończyki (Theclinae) – podrodzina motyli z rodziny modraszkowatych.
Takson ten bywa również obniżany do rangi plemienia Theclini w obrębie podrodziny Lycaeninae, jednak takie podejście nie jest powszechnie akceptowane przez specjalistów od modraszkowatych.
Podrodzina kosmopolityczna, głównie tropikalna, najliczniej reprezentowana w Ameryce Południowej. Europejscy przedstawiciele są dość ubogo ubarwieni. Ich przednie skrzydła mają w obrysie kształt trójkąta prostokątnego, natomiast tylne są owalne i prawie zawsze wyposażone w krótki ogonek. Na przednich skrzydłach występują 3 żyłki radialne. W Polsce notowanych jest 8 gatunków. (zobacz: modraszkowate Polski)
Według Tree of Life zalicza się tu następujące plemiona:
- Amblypodiini
- Aphnaeini
- Arhopalini
- Catapaecilmatini
- Cheritrini
- Deudorigini
- Eumaeini (m.in. rodzaj Lathecla)
- Horagini
- Hypolycaenini
- Hypotheclini
- Iolaini
- Loxurini
- Luciini
- Oxylidini
- Remelanini
- Theclini
- Tomarini
- Zesiini